# Planetario de Eisinga
El Planetario Real de Eise Eisinga (en neerlandés: Koninklijk Eise Eisinga Planetarium) es un planetario mecánico del siglo XVIII ubicado en la localidad de Franeker (Frisia, Países Bajos). Actualmente es un museo abierto al público. El planetario forma parte de la lista de los 100 más importantes hitos del patrimonio de Países Bajos  desde 1990 y en diciembre de 2011 se presentó su candidatura para formar parte del Patrimonio Mundial  de la UNESCO.
Es el planetario más antiguo del mundo en funcionamiento.

## Historia
El planetario mecánico fue construido entre 1774 y 1781 por Eise Eisinga.
Está catalogado como Rijksmonument, con el número 15668.
El 12 de diciembre de 2011 fue designado por el gobierno holandés para su inclusión como Patrimonio Mundial de la UNESCO, basándose en su larga historia como planetario en funcionamiento abierto al público y por su continuo esfuerzo para la preservación de su patrimonio.

## Planetario

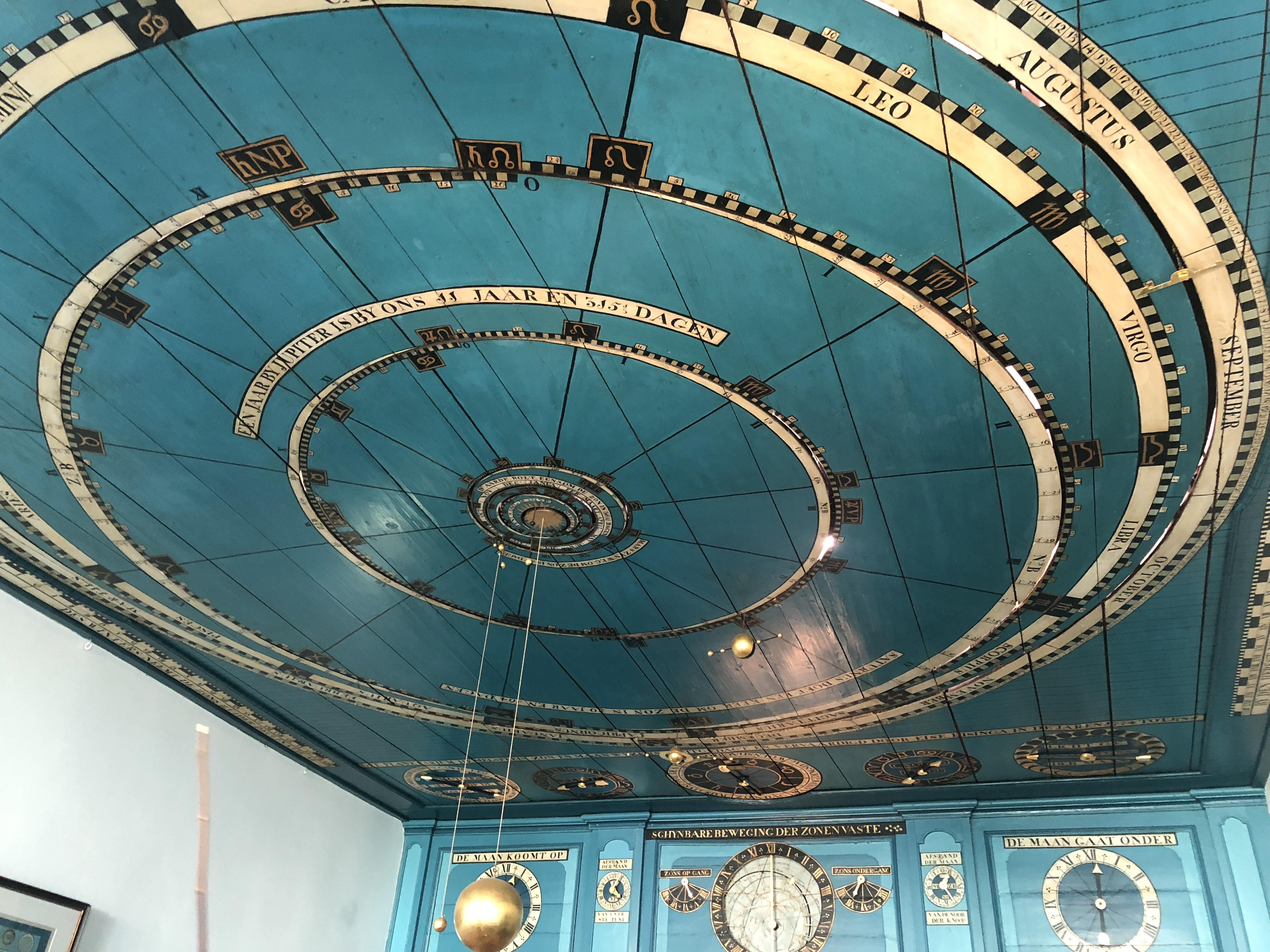
El planetario mecánico

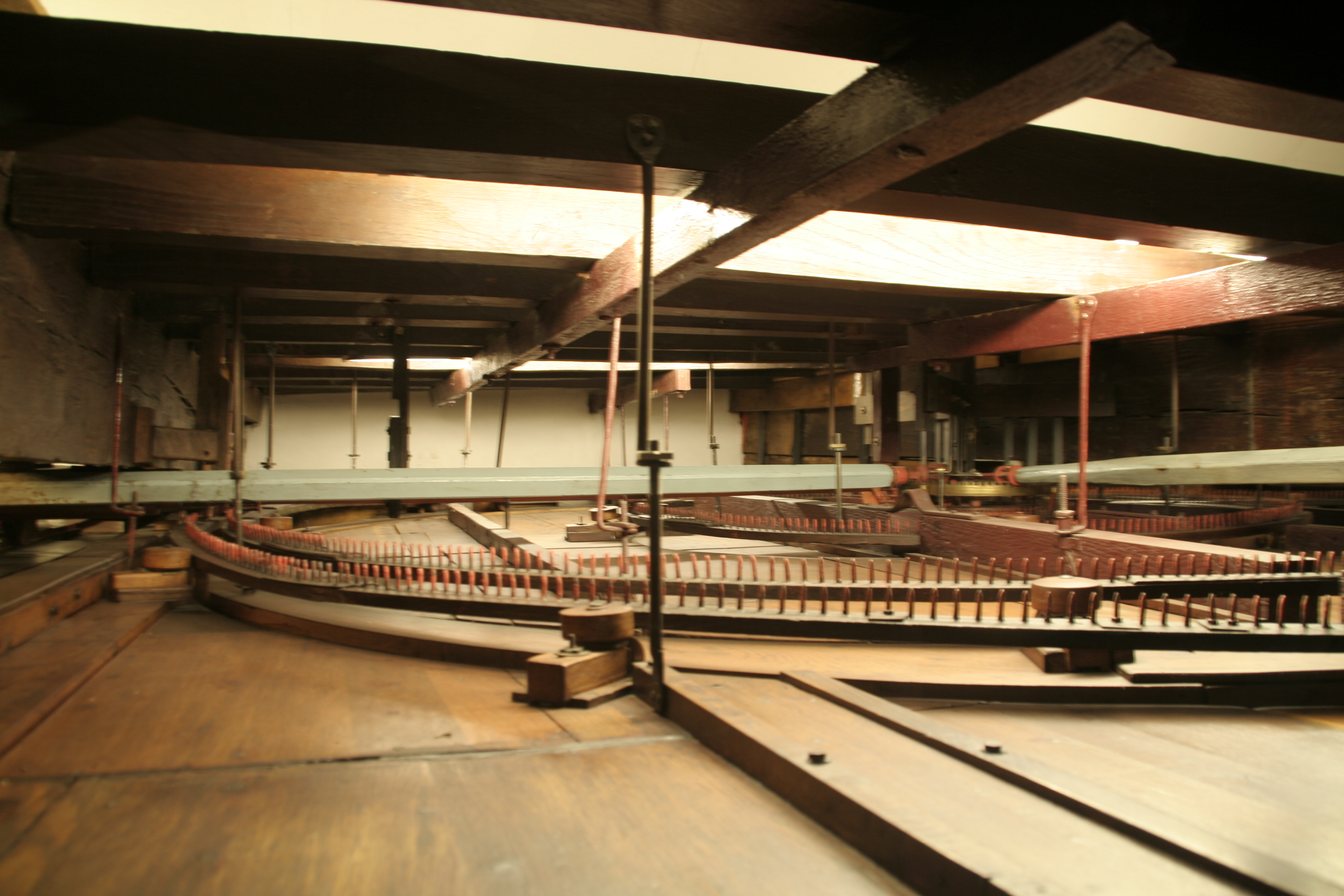
Mecanismo del planetario, situado sobre el techo de la sala

Un planetario mecánico es un modelo que representa los movimientos de los cuerpos celestes del sistema solar. El dispositivo, concebido para ser observado mirando hacia arriba, está suspendido del techo de la sala de la casa de Eisinga, con la mayoría de los dispositivos mecánicos alojados en el espacio situado por encima del techo. Sus movimientos están sincronizados por un reloj de péndulo, que acciona un sistema de 9 contrapesos. El mecanismo reproduce en tiempo real de forma continua la posición relativa de los planetas en el firmamento de forma automática (debe hacerse un leve reajuste manualmente cada cuatro años para compensar el efecto de los años bisiestos). El planetario muestra la fecha y la hora actuales. El marcador que muestra el número del año tiene que ser reemplazado manualmente cada 22 años.
Como se ha señalado, el de Eise Eisinga es el planetario más antiguo del mundo que permanece en funcionamiento de forma prácticamente interrumpida desde que fue construido hacia 1780.
Para crear los engranajes del mecanismo del modelo, se utilizaron más de 10.000 piezas talladas a mano.
Además del planetario básico, el mecanismo exhibe las fases de la luna y otros fenómenos astronómicos.
El planetario está construido a una escala de 1:1.000.000.000.000 (1 milímetro: 1 millón de kilómetros).